# Legio I Illyricorum
 (avril 2018).
Si vous disposez d'ouvrages ou d'articles de référence ou si vous connaissez des sites web de qualité traitant du thème abordé ici, merci de compléter l'article en donnant les références utiles à sa vérifiabilité et en les liant à la section « Notes et références ».

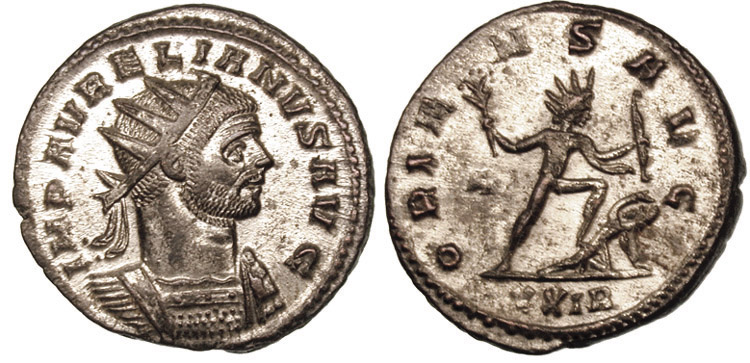
Une pièce représentant l'empereur romain Aurélien, qui leva la légion pour écraser l'empire de Palmyre.

La Legio I Illyricorum est une des légions de l'Empire romain, durant le Haut-Empire. 
Son nom signifie « légion des Illyriens » ou « légion illyrienne ». Elle tire son nom des légionnaires qui composaient ses rangs, issus des légions du Danube, notamment des illyriens.  

## Histoire
Cette légion fut certainement créée par l'empereur Aurélien à la suite de la soumission de l'Empire de Palmyre en 273 afin de garder le contrôle sur la région. L'empereur confia le recrutement de nouveaux soldats à Lucius Domitius Aurelianus.
Cependant, certaines sources datent les premières actions de cette légion en 272. Elle aurait donc participé à la marche d'Aurélien, qui avait pour but d'attaquer l'empire de Palmyre par l'est. Après la victoire de l'Empire romain, la légion resta en Orient sans pour autant avoir de lien local.

## Bases
Une inscription relatant de travaux de construction par plusieurs légions romaines de Mésie (dont l'Italica, la IIII Flavia, la VII Claudia et la XI Claudia), datée de 273 fut retrouvée dans le fort de Qasr Azraq, en Jordanie, indiquant donc l'emplacement de la première base de la première Légion des Illyriens. Un papyrus égyptien indique elle prend part en 295 avec les quatre unités mésiennes avec des opérations militaires en Égypte.
Une autre inscription, datée d'entre 293 et 305 fut retrouvée à Palmyre. Elle indique que la Legio I Illyricorum fut transférée au camp Dioclétien à Palmyre par l'empereur Dioclétien.

## Sous-unités
Une première sous-unité, composée de légionnaires de la Legio I Illyricorum et de la Legio III Gallica, opéra en Égypte durant les années 315 et 316, sous le règne de l'empereur Licinius.
Une seconde sous-unité fut postée à Cyrène en 323.
Dans les deux cas, les sous-unités furent commandées par un officier nommé Victorinus.

## Sous l'Empire romain d'Orient
Sous l'Empire romain d'Orient, la légion fut sous les ordres du Duc de Phénicie. 